# Dicranomyia francki
Dicranomyia francki är en tvåvingeart som först beskrevs av Alexander 1932.  Dicranomyia francki ingår i släktet Dicranomyia och familjen småharkrankar. Inga underarter finns listade i Catalogue of Life.